# Le strade di notte/Buonanotte tesoro
Le strade di notte/Buonanotte tesoro è un singolo di Giorgio Gaber pubblicato nel 1961.

## Il disco
Pubblicato con due copertine diverse, la prima è blu con la scritta bianca con il titolo e una foto piccola di Gaber, mentre la seconda ha una foto in primo piano del cantante; in entrambe sul retro vi è un elenco di successi del cantante (diverso però nelle due emissioni).

## I brani

### Le strade di notte
Descrive la solitudine della città di notte, paragonata a quella dell'innamorato senza la sua donna; la musica è triste e malinconica.

#### Cover
La prima cantante a interpretare Le strade di notte è stata Gigliola Cinquetti, che proprio con questo brano ha vinto il Festival di Castrocaro nell'autunno del 1963.
Negli anni '90 è stata cantata spesso dal vivo (ma anche in televisione in varie occasioni, ad esempio al Maurizio Costanzo Show) da Roberto Vecchioni.
Nel 2006 è stata incisa da Claudio Baglioni nel suo album Quelli degli altri tutti qui.

### Buonanotte tesoro
Altra canzone d'amore, appartenente al primissimo periodo di Gaber, che l'aveva incisa una prima volta nel 1959. La versione pubblicata su questo singolo è invece una reincisione, ripresa dal primo album dell'artista, con nuovo arrangiamento e con una strofa in meno nel testo.

## Tracce
- Le strade di notte (testo di Calibi; musica di Giorgio Gaber e Renato Angiolini[1])
- Buonanotte tesoro (testo e musica di Giorgio Gaber)